# Bükkszenterzsébet
Bükkszenterzsébet è un comune dell'Ungheria di 1.204 abitanti (dati 2001). È situato nella contea di Heves.